# Castéli
Castéli (em grego: Καστέλλι; romaniz.: Kastélli) ou Castéli Pediados é uma vila e unidade municipal do centro da ilha de Creta, Grécia. Faz parte do município de Minoa Pediada e da unidade regional de Heraclião. A unidade municipal tem 123,33 km² de área e em 2011 tinha 4 753 habitantes (densidade: 38,5 hab./km²).
Situa-se 38 km a sudeste de Heraclião, 20 km a sudoeste de Chersonissos e 3 km a oeste do sítio arqueológico de Licto, uma das mais importante cidades de Creta da Antiguidade.